# Franklinium
Franklinium-ul este un aliaj de cupru–nichel similar aliajului alpaca, realizat de monetăria Franklin din SUA. În anul 1965 s-au realizat câteva probe de monede pentru Insula Gardiner, o mică insulă situată în estul SUA.